# 7223 Долгорукий
7223 Долгорукий  (7223 Dolgorukij) — астероїд головного поясу, відкритий 14 жовтня 1982 року.
Тіссеранів параметр щодо Юпітера — 3,536.